# EK Bootis
EK Bootis, eller HD 130144, är en ensam stjärna belägen i den södra delen av stjärnbilden Björnvaktaren. Den har en högsta skenbar magnitud av ca 5,33 och är svagt synlig för blotta ögat där ljusföroreningar ej förekommer. Baserat på parallaxmätning inom Hipparcosuppdraget på ca 4,0 mas beräknas den befinna sig på ett avstånd av ca 810 ljusår (ca 250 parsec) från solen. Den rör sig närmare solen med en heliocentrisk radialhastighet av ca -22,5 km/s. Stjärnan klassificeras som en Långsam irreguljär variabel vars skenbara magnitud varierar från 5,33 ner till 5,71 utan någon synbar synbar periodicitet. 

## Observation
Ljusstyrkan hos HD 130144 upptäcktes vara variabel när data från Hipparcosteleskopet analyserades. Den fick dess variabelbeteckning 1999.
HD 130144 har en hög rotationshastighet för en stjärna av denna klass, vilket kan vara resultatet av uppmuddring av rörelsemängdsmoment från det inre, eller en sammanslagning med en omkretsande följeslagare. En långsiktig trend i radialhastighetsdata tyder på att stjärnan har en följeslagare. Troligtvis är detta en aktiv röd dvärg som orsakar det mesta av röntgenstrålningen från systemet. Det finns en närliggande visuell följeslagare med ett vinkelavstånd av 0,20 bågsekund vid en positionsvinkel av 82,2° år 2010.

## Egenskaper

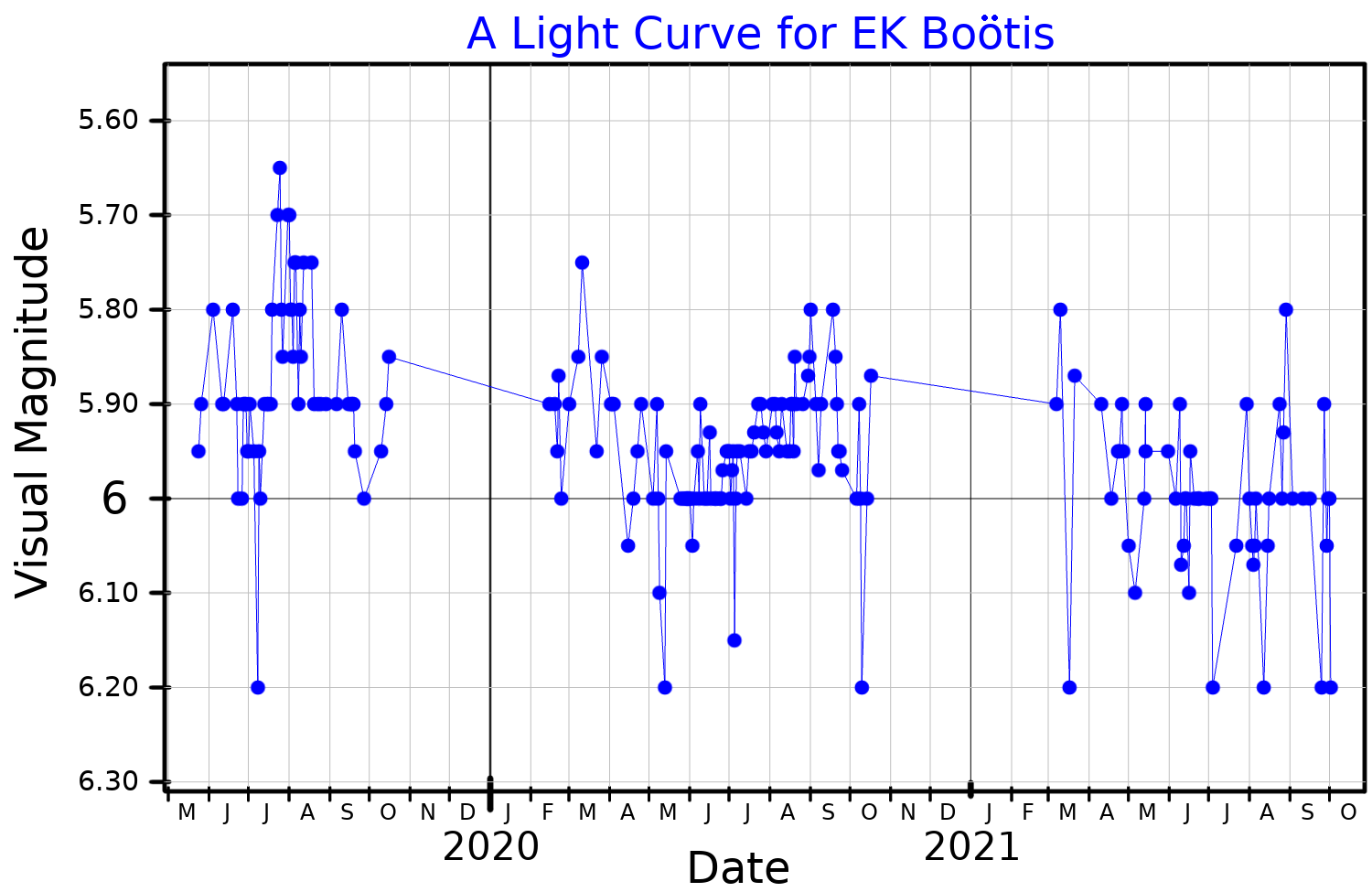
Ljuskurva i visuella bandet för EK Bootis, anpassad från AAVSO-data.

EK Bootis är en röd till orange jättestjärna av spektralklass M5 III, Den har en massa som av ca 3,1 solmassor, en radie av ca 210 solradier och utsänder energi från dess fotosfär motsvarande ca 521 gånger solen vid en effektiv temperatur av ca 3 400 K. Stjärnan är en röntgenkälla och var möjligen den första jättestjärnan av spektraltyp M som fick ett magnetfält direkt detekterat. Fältets styrka varierar från –0,1 till 8 Gauss.